# Lasciami entrare
Albums de Valerio Scanu
Valerio Scanu Live in Roma
(11 juin 2013) Finalmente piove
(12 février 2016)
Singles
1. Sui nostri passi
Sortie : 07 janvier 2014

Lasciami entrare est un album réalisé en studio par le chanteur italien Valerio Scanu et publié le 28 janvier 2014. Il a été annoncé le 7 janvier par la sortie du single Sui nostri passi et le 14 janvier par la sortie du vidéoclip.
Dans cet album qui contient 11 chansons inédites (12 en tenant compte de la version acoustique de Parole di cristallo, exclusivement pour le téléchargement en numérique), Valerio Scanu cumule trois fonctions : chanteur, parolier et producteur. Il est aussi compositeur de la musique de la chanson Parole di cristallo. Après avoir abandonné la Emi Music et après avoir fondé son propre label, NatyLoveYou, il est maintenant plus libre d'exprimer ses sentiments les plus profonds, en écrivant également les paroles de la plupart des chansons de l'album,,.
Dans l'album il y a également la présence de Luca Mattioni (qui a écrit deux chansons), de Mario Cianchi (qui a écrit une chanson). À noter aussi la présence d'une chanson Un giorno in più dont la musique a été composée par Silvia Olari et Andrea Amati et de deux chansons en anglais, Sometimes Love et Alone.
La production artistique a été confiée à Luca Mattioni. Deux mastering engineer, Matt Howe et Chris Gehringer, ont collaboré à la réalisation de l'ensemble de l'œuvre.
L'album a été produit par la NatyLoveYou, label indépendant fondé par Valerio Scanu lui-même, et il a été distruibué par la Self Distribuzione et par la Digital Believe (cette dernière pour la version digitale).
Le chanteur a en outre expliqué lui-même la signification de chacune des chansons.
En particulier le titre de l'album Lasciami entrare, qui signifie "Laisse-moi entrer", représente la volonté de l'artiste d'entrer dans le cœur des gens, même de ceux qui ne le connaissent pas encore.
Le critique musical Roberto Graziani a fait une minutieuse analyse technique de chaque chanson de l'album, en mettant en relief l'évolution musicale et vocale accomplie par le chanteur.

## Liste des chansons
| N° | Titres                                                                       | Auteurs                                          | Durée |
| -- | ---------------------------------------------------------------------------- | ------------------------------------------------ | ----- |
| 1  | Sui nostri passi                                                             | Valerio Scanu, Luca Mattioni, Mario Cianchi      | 3:43  |
| 2  | Come fanno le stelle                                                         | F. Fratoni, D. Coro                              | 3:54  |
| 3  | Parole di cristallo                                                          | Valerio Scanu, D. Rossi, F. Paciotti             | 4:46  |
| 4  | Lasciami entrare                                                             | Valerio Scanu, F. Paciotti                       | 2:54  |
| 5  | Per noi                                                                      | Valerio Scanu, D. Rossi, M. Tommasi, F. Paciotti | 3:11  |
| 6  | Ancora per me                                                                | Valerio Scanu, F. Paciotti                       | 3,40  |
| 7  | Alone                                                                        | W. O. Knight, L. Mattioni                        | 4:15  |
| 8  | Un giorno in più                                                             | Valerio Scanu, A. Amati, S. Olari                | 3:31  |
| 9  | Vorrei dirtelo                                                               | Valerio Scanu, L. Bussoletti, F. Paciotti        | 3:04  |
| 10 | Sometimes love                                                               | W. O. Knight, F. Turco, D. Serafino              | 3:27  |
| 11 | Dormi                                                                        | Valerio Scanu, R. Canale, R. L. Di Benedetto     | 3:54  |
| 12 | Parole di cristallo (acústico) - seulement pour le téléchargement en digital | Valerio Scanu, D. Rossi, F. Paciotti             | 3:30  |

## Succès commercial
Dès le premier jour de la prévente sur Itunes, l'album atteint la première position dans le classement des albums. Dans les jours qui suivent il perd progressivement les premières positions pour revenir à la première place le jour de sa sortie officielle, puis de nouveau premier quelques jours plus tard, le 9 février.
Dans le classement FIMI, il atteint la deuxième position, la meilleure position obtenue par cet album. L'album après sa sortie est resté dans les 20 meilleures positions pour deux semaines, pour un total global de permanence dans les 100 meilleures positions pour six semaines.
Les ventes de l'album ont été supportées aussi bien par le premier single extrait de l'album, Sui nostri passi, qui a débuté en douzième position une semaine après sa sortie de la Top Digital Download italienne, selon le classement FIMI, que par le second single extrait de l'album, Lasciami entrare, qui une semaine après sa sortie a débuté en quinzième position du même classement, et par la suite a atteint successivement la quatrième position comme meilleure position dans le même classement.
Le single Lasciami entrare, une semaine après sa sortie, débute à la quinzième position de la Top Digital Download italienne rédigée par la FIMI et reste dans le classement pendant sept semaines de suite, pour ensuite atteindre fin août la quatrième position, sa meilleure position, dans le mème classement. En septembre il continue à se maintenir stable dans la Top Digital Download, dans la première semaine du mois dans les 15 premières positions et dans la suivante dans les 20 premières positions.
Le  12 septembre 2014 le single Lasciami entrare est certifié disque d'or par la Fédération Industrie Musicale Italienne pour avoir été téléchargé plus de 15.000 fois dans la vente digitale en ligne.

## Classements
L'album débute à la deuxième position dans le Classement officiel FIMI (Fédération Industrie Musicale Italienne) pour la période suivante : du 27 janvier au 2 février 2014,.

## Musiciens
Valerio Scanu est accompagné dans les concerts par ses musiciens: 
- Martino Onorato: piano et direction musicale
- Stefano Profazi: guitares
- Roberto Lo Monaco: contrebasse
- Alessandro Pizzonia: batterie et percussions.